# Luga (Leningrad)
Luga (în rusă Лу́га) este un oraș cu 39.100 de locuitori, din regiunea Leningrad, Rusia. El se află situat la 139 km sud de Sankt Petersburg pe râul cu același nume care are izvorul lângă Novgorod și se varsă în Marea Baltică.

## Istoric
Orașul a fost întemeiat ca o așzare în anul 1777 în timpul domniei țarinei Ecaterina cea Mare, numele Luga este de origine germanică „laugas” care înseamnă mlaștină. Luga devine oraș în anul 1781 și aparține de Petersburg. In anul 1857 prin legarea de calea ferată, orașul cunoaște o perioadă de dezvoltare. In Luga s-a născut marele compozitor rus Rimski-Korsakov.